# ایستگاه متروی نورثویک پارک
ایستگاه متروی نورثویک پارک (انگلیسی: Northwick Park tube station) یکی از ایستگاه‌های خط متروپولیتن متروی لندن است.
این ایستگاه که در منطقه برنت لندن قرار دارد در سال ۱۹۲۳ میلادی تأسیس شده است.

## نگارخانه

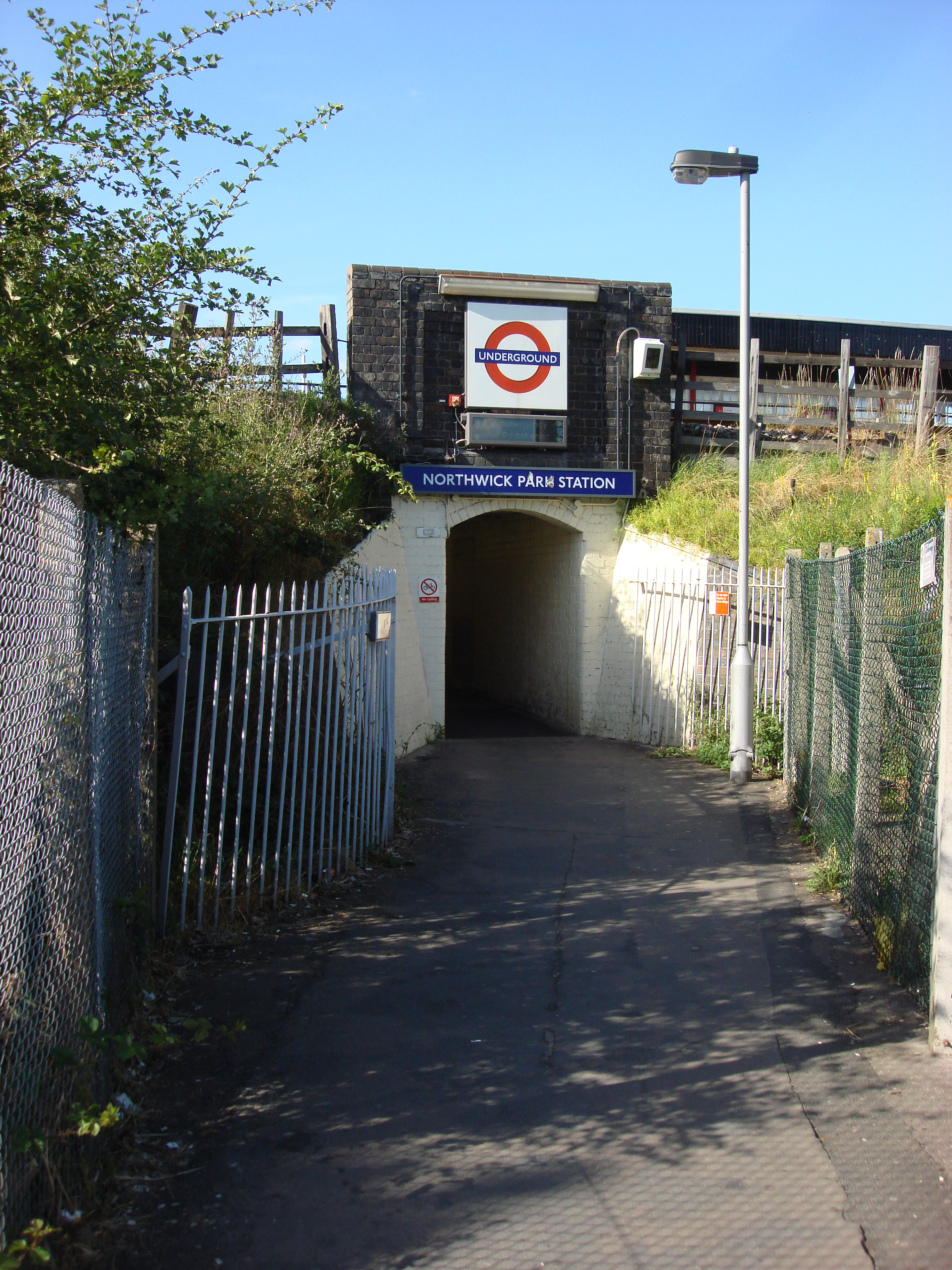
Southern entrance
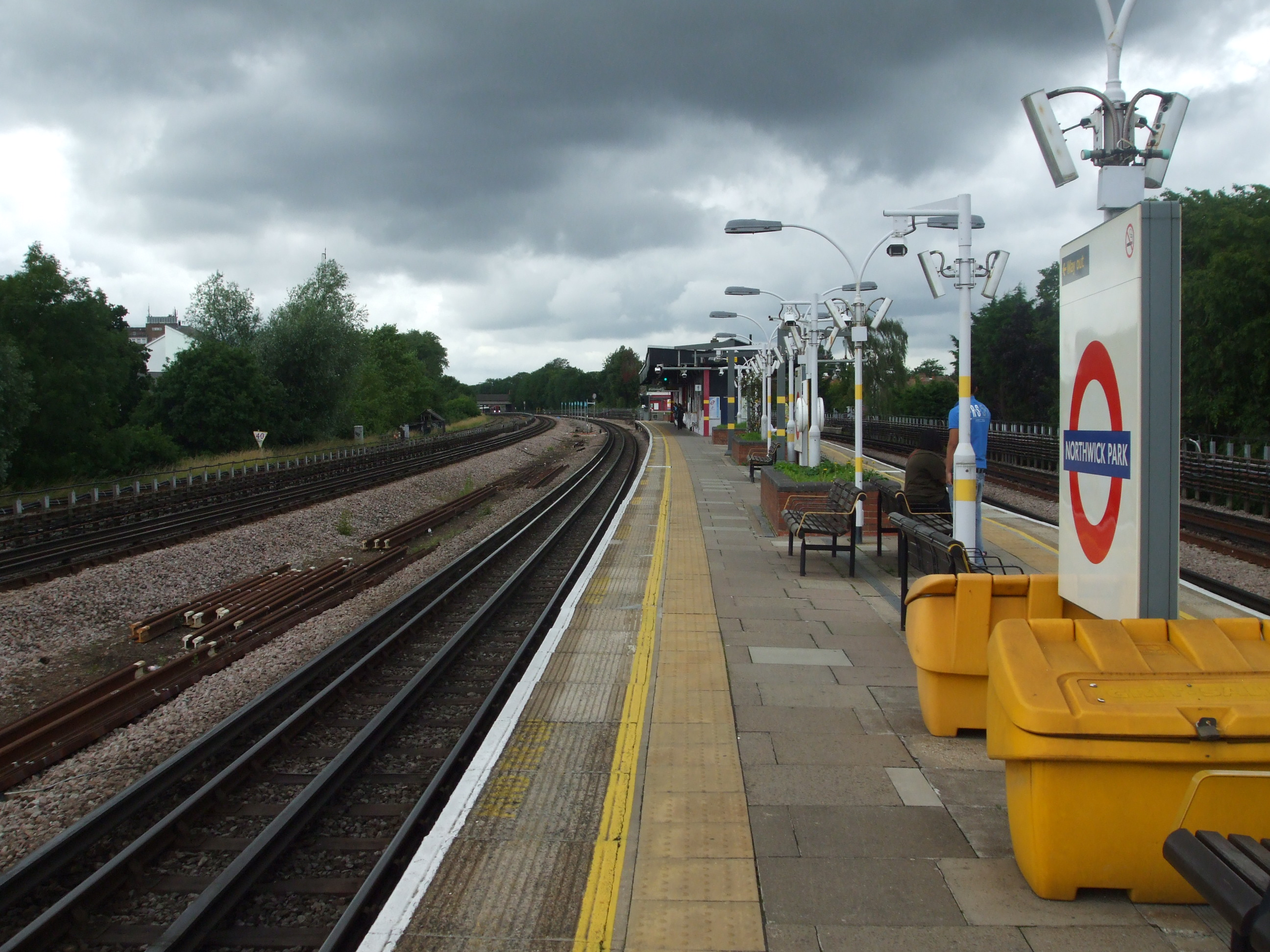
Northbound platform looking north
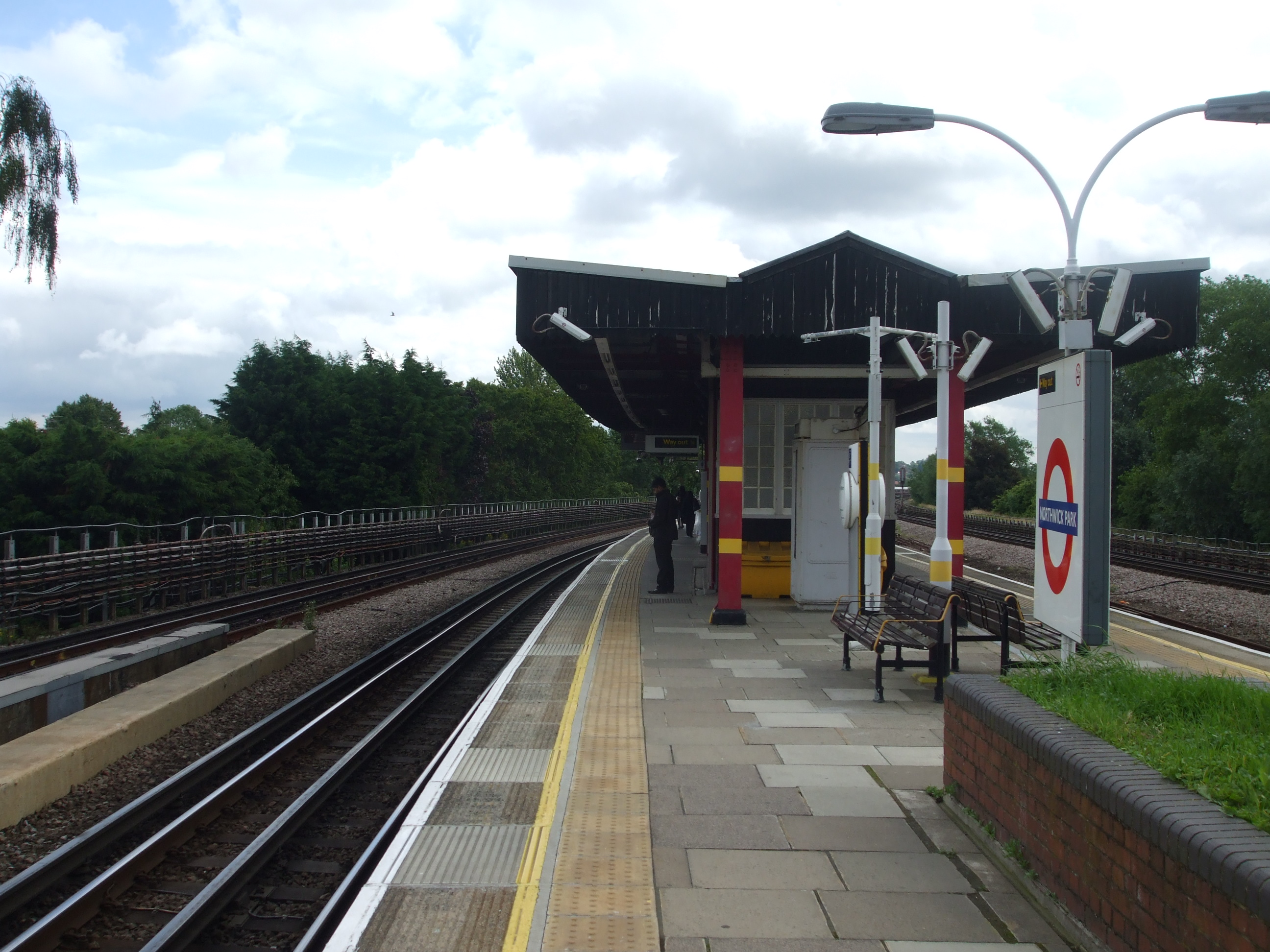
Southbound platform looking south
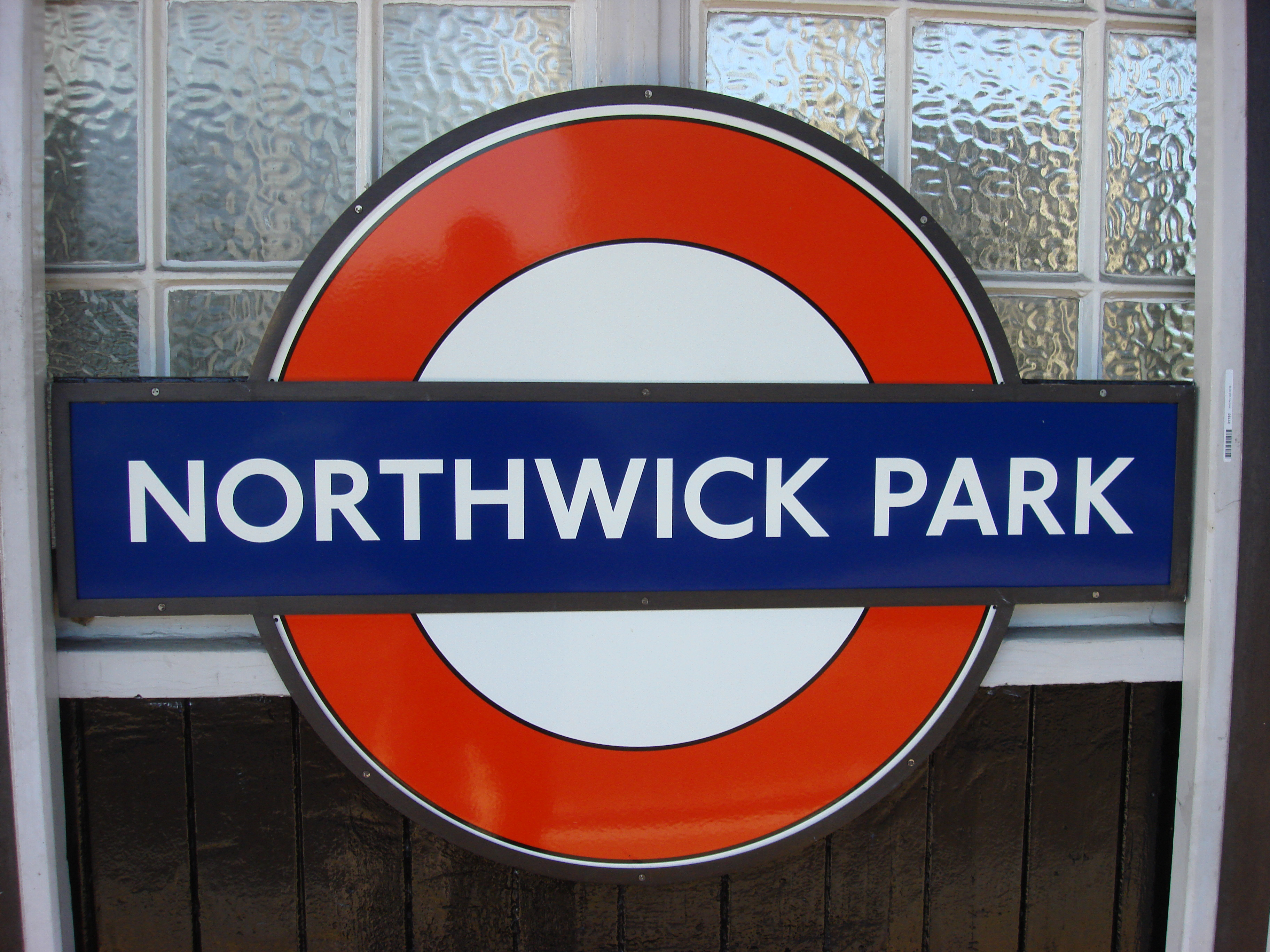
Station platform roundel